# Elgin (Moray)
Elgin [ˈɛlɡɪn] (schottisch-gälisch: Eilginn oder Eilginn Mhoireibh, was „Elgin in Moray“ bedeutet) ist mit etwa 23.128 Einwohnern die größte Stadt in Moray, Schottland und zugleich dessen Verwaltungssitz.

## Geschichte
Macbeth (Mac Bethad mac Findlàich, 1005–1057) war Heerführer des schottischen Königs Duncan I. und tötete diesen am 14. August 1040 in der Schlacht bei Pitgaveney, eine Meile nordöstlich der modernen Stadt Elgin. Hierbei handelt es sich um die erste urkundliche Erwähnung der Stadt. David I. (1080–1153), sechster Sohn von Malcolm III., regierte als schottischer König von 1124 bis zu seinem Tod, er erhob Elgin im Jahre 1136 zur Royal Burgh. Papst Honorius III. bestimmte im Jahre 1224, dass die Kathedrale von Moray östlich der Stadt an den Ufern des Flusses Lossie zu errichten sei, und deklarierte Elgin zur Domstadt. Ab dem Jahr 1230 hatte Elgin auch noch eine königliche Burg, die auf den Grundmauern einer früheren Festung Duncan I. erbaut wurde.
Eduard I. wählte Elgin Castle im Jahre 1296 zu seinem Hauptstützpunkt. Die von den Schotten unter William Wallace und Robert the Bruce entfachten Aufstände schlug er grausam nieder. Dennoch waren Eduards militärische Aktionen in Schottland nicht von Erfolg gekrönt; das Land entglitt immer mehr der englischen Kontrolle. Auf einem Feldzug gegen Robert Bruce starb Eduard I. bei Burgh by Sands nahe Carlisle. Überreste des Schlosses findet man auf Lady Hill mit einer herausragenden Aussicht. Seit 1839 wird der Standort von dem 25 Meter hohen Duke of Gordon Monument gekrönt. Alexander Stuart, 1. Earl of Buchan (1343–1394), berüchtigt als der „Wolf von Badenoch“ heiratete 1382 Euphemia Ross, Countess von Ross. Diese verließ er jedoch später wegen einer Geliebten. Seine Frau fügte sich jedoch nicht in ihr Schicksal, sondern wandte sich an die Kirche in Person des Bischofs von Moray. Von ihm erhielt sie Recht, Alexander wurde exkommuniziert. Der „Wolf von Badenoch“ nahm Rache und brannte die Städte Forres und Elgin, später auch die Kathedrale von Elgin, nieder. Sein Vater, der König, zwang ihn zur Wiedergutmachung, als Folge hiervon wurde die Exkommunikation schließlich aufgehoben.
In den Jahren 1390, 1402, 1452 und 1568 wurde Elgin von Plünderern aus den Highlands angegriffen. Im Frühjahr 1568 flüchtete die schottische Königin Maria Stuart nach einem Aufstand in Schottland über die Grenze nach England und ersuchte dort Elisabeth um Unterstützung gegen die rebellierenden schottischen Adligen. Im Zuge der folgenden Auseinandersetzungen wurde unter Führung von Murray das Dach der restaurierten Kathedrale zerstört, in der Folge brach 1711 der Hauptturm zusammen. Im Jahr 1645 plünderten die Royalisten unter Herzog William Graham, 2. Duke of Montrose, die Stadt, 1686 wurde der bischöfliche Spynie Palace aufgegeben. Spynie Palace ist eine Burg etwa drei Kilometer nördlich von Elgin am Südufer des Spynie Loch.
Im späten 18. Jahrhundert hatten Reisende keine schmeichelhaften Eindrücke von Elgin. Der schottische Schriftsteller und Rechtsanwalt James Boswell (1740–1795) beschreibt Elgin als einen dünn besiedelten Ort mit kleinem Handel; sein Begleiter Dr. Johnson erwähnt die schlechteste Mahlzeit, die er in Schottland erlebt habe. Der englische Dichter und Geschichtsschreiber Robert Southey klagte im Jahre 1819 über das Aussehen und den Verfall Elgins. Ab dem Jahre 1820 entwickelte sich Elgin zu einer großen neo-klassischen Stadt, insbesondere durch die Schotten, die aus Indien zurückkehrten. Die Whiskydestillation leistete einen immer größeren Beitrag zur wirtschaftlichen Entwicklung der Region. Im Jahr 1852 wurde eine Eisenbahnlinie gebaut, um Elgin mit ihrem Hafen an Lossiemouth zu verbinden. Ab 1858 war Elgin ein Haltepunkt der vierstündigen Strecke von Aberdeen nach Inverness.

## Sehenswürdigkeiten

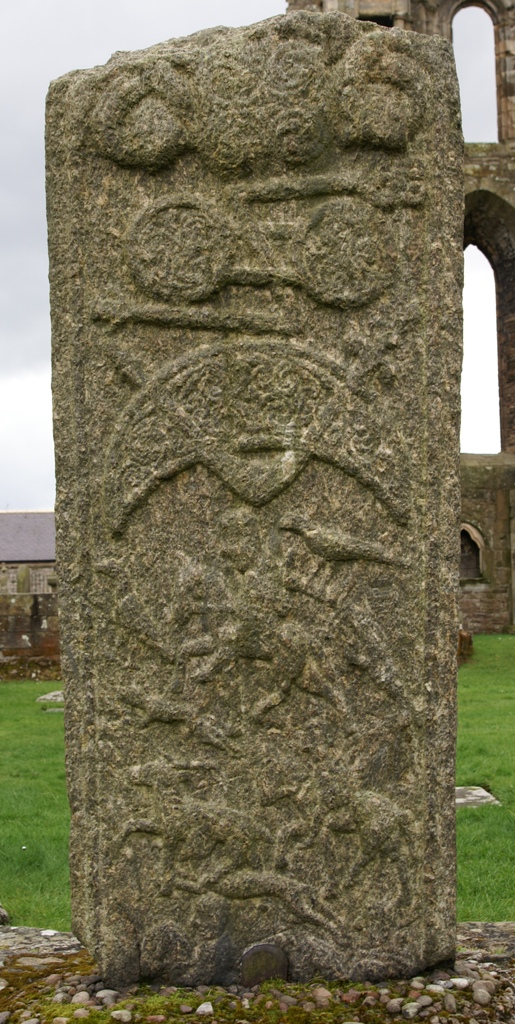
Piktischer Symbolstein in der Elgin Cathedral

Elgin gilt heute noch als Stadt mit großem Charakter. Imposante Gebäude befinden sich auf der High Street. Von der High Street im Süden führt ein Labyrinth aus Gassen weg.
Bis zur Zeit der Reformation war Elgin eine bedeutende Bischofsstadt. Die 1224 gegründete Elgin Cathedral wurde im Volksmund „The Lantern of the North“ – die Leuchte des Nordens – genannt und war damals die größte Kathedrale Schottlands. Sie wurde in den Wirren der Reformation zerstört, auch wenn noch bedeutende Reste erhalten sind. Das dazugehörige Kapitelhaus ist besser erhalten. 
Architektonisch hat Elgin einiges zu bieten, so zum Beispiel die von Archibald Simpson 1825–1828 erbaute St Giles Church, die die High Street beherrscht.
Das Thunderton House war ein Pub, das auf die 1500er Jahre als Royal Residence zurückgeht. Es diente dem König zum Aufenthalt in Elgin. Später wurde es das Stadthaus der Grafen von Moray und später der Herren von Duffus, und im Jahre 1746 diente es als Unterkunft von Bonnie Prince Charlie.
Südwestlich Elgin liegt Pluscarden Abbey, ein mittelalterliches Kloster, das heute von Benediktinern bewohnt wird.
Die 1928/29 ausgegrabene Sculptor’s Cave (deutsch „Höhle des Bildhauers“) ist eine meernahe Naturhöhle bei Elgin.

## Wirtschaft
Rund um Elgin findet sich eine Vielzahl von Whisky-Brennereien: Benriach, Coleburn, Glen Elgin, Glenlossie, Glen Moray, Linkwood, Longmorn, Mannochmore und Miltonduff. Auch der unabhängige Abfüller Gordon & MacPhail hat hier seinen Hauptsitz. Das familiengeführte Unternehmen wurde 1895 gegründet. Inzwischen wurde an der Elgin Glen Moray Distillery ein Besucherzentrum geschaffen. Bekannt ist auch eine Spinnerei und Weberei, die Kaschmirwolle verarbeitet.
Nach Schließung eines großen Stützpunkts der Royal Air Force nahe Elgin im Jahr 2010 kam es zu einem wirtschaftlichen Einbruch und vielen Leerständen im Einzelhandel.

## Söhne und Töchter
- John Brander (1817–1877), Kaufmann
- Alexander Marshall Mackenzie (1848–1933), Architekt
- Ethel Bedford-Fenwick (1857–1947), Krankenschwester und Gründerin des International Council of Nurses
- Mario Joseph Conti (1934–2022), römisch-katholischer Erzbischof von Glasgow
- Sonja McCaskie (1939–1963), britische Skiläuferin
- Kevin McKidd (* 1973), schottischer Film- und Theaterschauspieler
- Steven Pressley (* 1973), Fußballspieler und -trainer
- Helen Jenkins (* 1984), Triathletin
- Liam Harvey (* 2005), Fußballspieler

## Partnerstädte
- Landshut, Deutschland seit 1956